# アリ・セルミ
アリ・セルミ（Ali Selmi）は、チュニジアの元サッカー指導者。

## 来歴
1994 FIFAワールドカップでチュニジア代表はグループステージで初戦から2連敗となり、監督のヘンリク・カスペルチャクが解任されたため、3試合目・ルーマニア戦で指揮を執った。試合は1-1で引き分け、大会後に退任した。